# Paul Poiret
Paul Poiret (Parigi, 20 aprile 1879 – Parigi, 30 aprile 1944) è stato uno stilista francese.
È considerato il primo creatore di moda in senso moderno. I suoi contributi alla moda del ventesimo secolo sono stati paragonati a quelli di Picasso al mondo dell'arte.

## Primi anni e carriera
Poiret nacque il 20 aprile 1879 da un mercante di stoffe in una zona povera di Parigi. I suoi genitori, nel tentativo di assicurargli un futuro, gli insegnarono l'arte della costruzione degli ombrelli. In quell'occasione, tramite gli scarti della stoffa utilizzata, realizzò un abito per la bambola della sorella. Durante l'adolescenza, Poiret portò i propri bozzetti a Madeleine Cheruit, un'importante stilista, che ne comprò una dozzina. Poiret continuò a vendere i propri disegni ad alcune fra le più grandi case di moda parigine, fino a che non fu assunto da Jacques Doucet nel 1896. Del suo primo modello realizzato, un mantello rosso, furono venduti 400 capi. Poiret in seguito fu assunto dalla House of Worth, dove disegnò abiti semplici e pratici. La "sfacciata modernità dei suoi disegni" tuttavia, si rivelò eccessiva per la clientela della House of Worth. Quando Poiret presentò alla principessa di Russia Bariantinsky, un cappotto dallo stile dei kimono,  la principessa definì il capo un "orrore".
Alla fine, Poiret fondò la propria casa di moda nel 1903, al 5 di rue Auber. Le vetrine del suo negozio, a differenza di quello che era il costume dell'alta moda dell'epoca, erano ampie ed appariscenti. Nel 1906 si spostò nella più capiente boutique di rue Pasquier 37, aumentando notevolmente la propria clientela, strappata alla concorrenza. Ma ciò che maggiormente contraddistinse Poiret rispetto agli altri stilisti, fu l'istinto per il marketing. Non per nulla, fu il primo stilista a pubblicare a scopo promozionale i propri bozzetti, che ispirarono anche la forma illustrata di riviste quali la Gazette du Bon Ton, e ad organizzare défilé itineranti per promuovere i propri lavori in giro per l'Europa. Nel 1909, Poiret aveva raggiunto una popolarità tale che H. H. Asquith lo invitò ad esibire i propri disegni presso 10 Downing Street. Il più economico fra gli abiti in esposizione costava circa 30 ghinee, il doppio dello stipendio annuale di una cameriera. Nel 1913 Paul Poiret vendette il proprio marchio in licenza negli Stati Uniti per la realizzazione di accessori moda.
La produzione della maison Poiret ben presto si allargò all'arredamento, ai complementi d'arredo ed ai profumi. Nel 1911, Poiret infatti aprì la divisione dedicata ai profumi Parfums de Rosine, dandogli il nome di sua figlia. Benché nel nome della linea di profumi non compaia il suo nome, Poiret fu il primo stilista a dedicarsi alla realizzazione di profumi, lanciando una consuetudine che sarebbe stata poi seguita dai maggiori stilisti del XX secolo. Il lancio di questa attività avvenne il 24 giugno 1911 con una sontuosa festa in maschera tenuta presso la propria casa parigina, ispirata alle odalische di Shahrazād, alle musiche e ai profumi orientali e perciò definita la mille et douxieme nuit. Al termine della festa, le signore presenti ricevettero in regalo una boccetta del primo profumo firmato da Poiret, Nuit Persane. Agli stessi temi orientali si ispirò il secondo profumo di Poiret, Le Minaret, del 1912.
L'Atelier Martine, che prendeva il nome dalla seconda figlia, fu invece dedicato alla realizzazione di mobili, tappezzerie ed oggetti per la casa. Poiret si avvalse per l'occasione della collaborazione di artisti come Raoul Dufy.

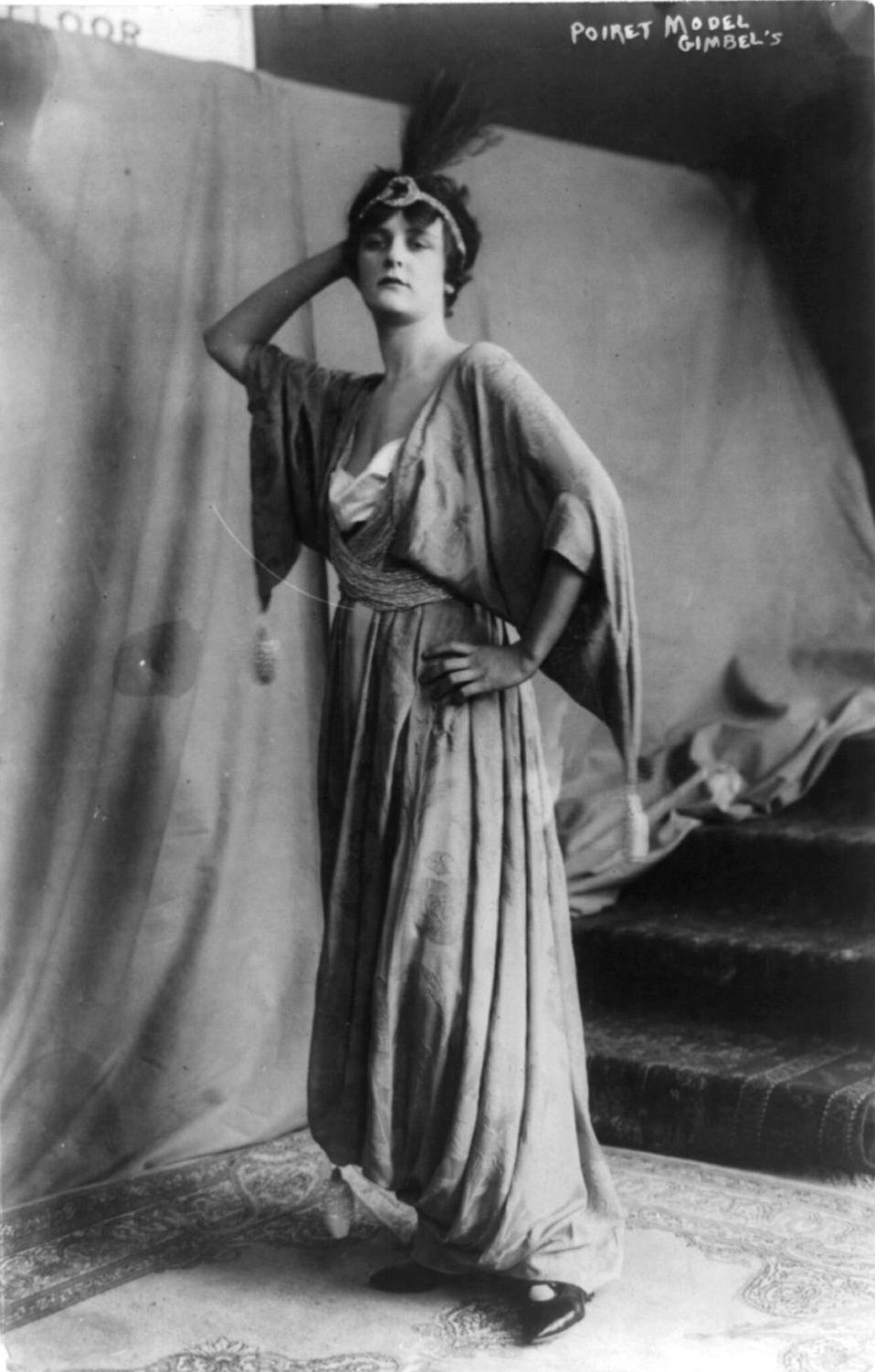
Una modella indossa un abito Poiret, 1914.

## Fine della maison Poiret
Durante la prima guerra mondiale, Poiret dovette lasciare l'attività della casa di moda per mettersi al servizio dei militari, e realizzare le uniformi dei soldati. Quando Poiret fu licenziato nel 1919 e poté ritornare alla propria attività, la maison Poiret era ormai sull'orlo della bancarotta. Inoltre, durante la sua assenza, nuovi stilisti come Chanel si erano accaparrati una buona fetta della clientela, con creazioni dalle linee semplici e sobrie. In breve tempo, le elaborate e sontuose creazioni di Poiret furono considerate fuori moda, ed unitamente alle difficoltà finanziarie legate ad operazioni sbagliate e ad un gusto per il lusso e la mondanità, Poiret fu costretto a ritirarsi dall'attività. Saltuariamente si dedicò alla realizzazione di costumi per il teatro ed il cinema. Suoi sono infatti gli abiti di scena del film L'Inhumaine di Marcel L'Herbier del 1924. Nel 1929, la maison stessa fu chiusa, ed i suoi preziosi abiti furono venduti al chilo, come se si trattasse di stracci. Poiret morì nel 1944, ormai dimenticato da tutti.
È stato sepolto nel cimitero di Montmartre a Parigi.

## Estetica
Anche se maggiormente conosciuto per aver liberato le donne dalla costrizione del corsetto, oltre che per i suoi abiti stravaganti (gonne asimmetriche, pantaloni alla turca e tuniche velate, in stile harem), il maggiore contributo al mondo della moda di Poiret fu lo sviluppo di un approccio alla sartoria centrato sul drappeggio, che rappresentava un cambiamento radicale rispetto alla sartoria e le strutture degli anni precedenti. Le maggiori fonti di ispirazione di Poiret provenivano dalle tradizioni folcloristiche regionali, basate sulla realizzazione degli abiti che partivano dalla forma di un rettangolo.  La semplicità strutturale delle sue creazioni rappresentò in generale "un momento fondamentale nella nascita del modernismo" ed "effettivamente fissò i paradigmi della moderna moda, cambiando irrevocabilmente la direzione della storia del costume".

## Vita personale
Nel 1905, Poiret sposò Denise Boulet, una giovane della provincia che era stata a lungo la sua musa, dalla quale ebbe cinque figli. Nel 1913, Poiret dichiarò a Vogue che Denise era la principale fonte di ispirazione per tutte le sue creazioni, espressione di tutti i suoi ideali. Tuttavia, in seguito, Paul Poiret e Denise divorziarono.
Poiret fu celebre anche per le feste da lui organizzate. In uno dei suoi party più celebri, tenuto il 24 giugno 1911, "The Thousand and Second Night" (ispirato a Le mille e una notte), Poiret richiese ai suoi oltre 300 ospiti d’indossare costumi d’ispirazione orientale. Gli ospiti non in linea con l'idea di Poiret furono invitati a indossare una delle creazioni di stile persiano dello stilista, o eventualmente a lasciare il party.

## Galleria d'immagini

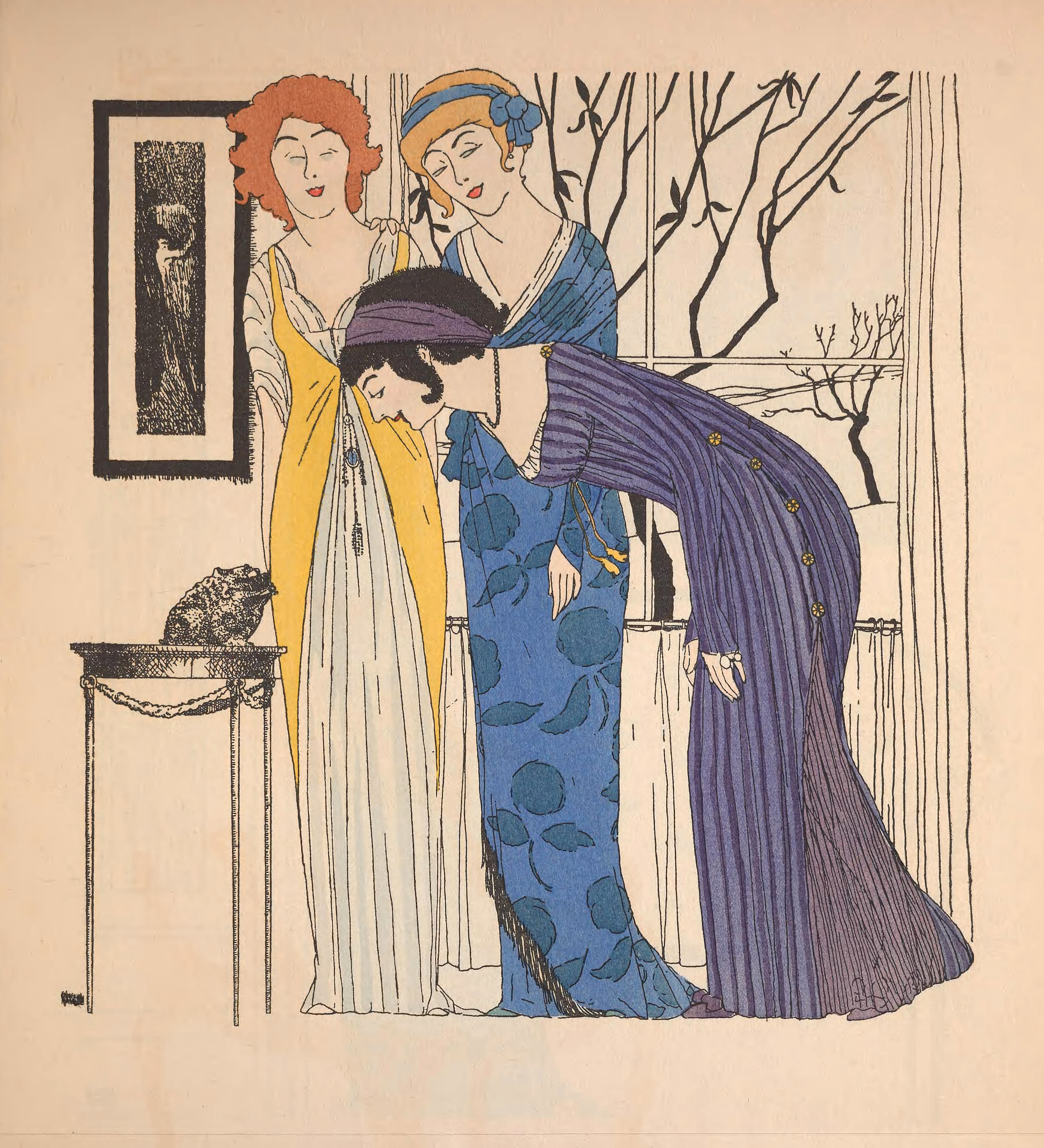
1908
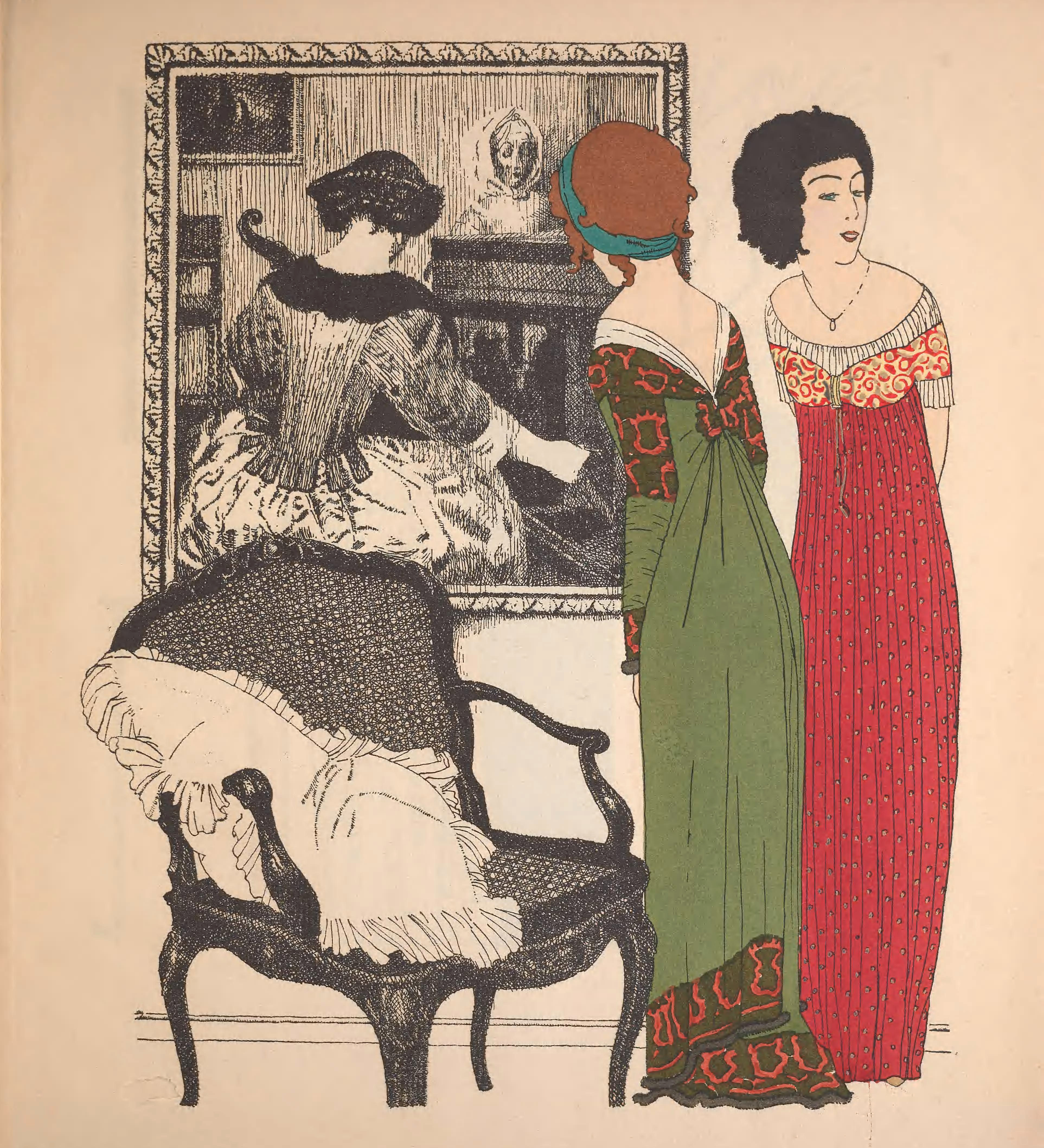
1908
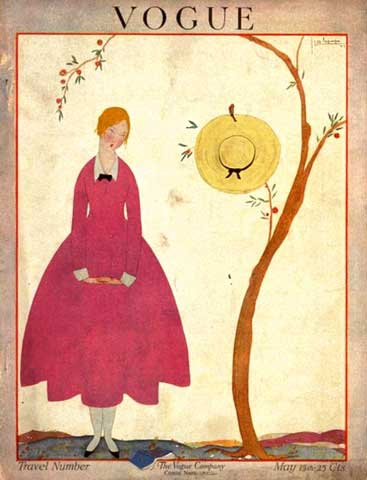
1917